# 八關齋戒
八關戒齋（梵語：或aṣṭā-sīla；巴利語：或aṭṭha-sīla），又稱八齋戒、八戒，佛教術語，八條基本戒律（尸羅），為五戒的進階。佛教戒律種類之一，由佛教在家眾精進修行時遵守。在布薩期間，由出家僧侶為一般的信眾傳授。比五戒嚴格，但較出家眾的十戒寬鬆。

## 内容
根據《薩婆多毗尼毗婆沙》，八關齋戒為一日一夜所遵守的八條清淨戒律：不殺生，不偷盜，不淫逸，不妄語，不飲酒，不著華鬘香油塗身，不歌舞觀聽，不坐臥高大廣床，不非時食。據《優婆夷墮舍迦經》，在家信眾為經營家計，不能長時受持嚴格戒律，但為了精進修行的在家眾，佛陀特別制定了此一律儀。
1. 不杀生。同五戒。
2. 不偷盗。同五戒。
3. 不淫欲。此處指彻底禁欲，與五戒中的不邪淫不同。
4. 不妄语。同五戒。
5. 不饮酒。同五戒。
6. 不坐高大广华丽之床。此床非睡眠之床，而是“胡床”，坐禅所用。[1]
7. 不著华鬘（花鬘）、不香油涂身、不观听歌舞。（有時拆為二戒：不香花鬘嚴飾其身為一戒，不歌舞觀聽為一戒。）
8. 不非时食。恪守过午不食，即只限於日出至中午进食，此外则不再进食。

## 時間
八關齋戒受持的時間是一日一夜，一般都在每月六齋日受持，即農曆每月初八、十四、十五、廿三、廿九、三十日（如逢小月，可改為廿八、廿九日），但也可以由信徒自行決定時間。每逢齋日，在家弟子到寺院裏來，受一日一夜的八支淨戒。受過八關齋戒的在家信眾，男子稱為「一日一夜優婆塞」（一晝夜優婆塞）、女子稱為「一日一夜優婆夷」（一晝夜優婆夷）。又可名為優波婆沙（梵文Upavāsa），譯義為「近住」，是近阿羅漢而住的意思。

## 上座部佛教八戒規定
根據泰國上座部佛教蘇達.法拉.布達哥斯阿闍黎(Somdet Phra Buddhaghosacariya)的《奉持八關齋戒》(The Eight-Precept Observance)：

### 不殺生戒
1. 存在活的生命。
2. 行者知道此為活的生命。
3. 意欲殺害。
4. 行殺害。
5. 導致生命死亡。

五條要素都成立才會違犯此戒，只要有一條要素不成立就不會違犯此戒。

### 不偷盜戒
1. 有主物。
2. 知為有主物。
3. 意欲偷盜。
4. 行偷盜。
5. 物品因此行為而被盜。

五條要素都成立才會違犯此戒，只要有一條要素不成立就不會違犯此戒。

### 不婬戒
1. 作不淨行的通道。
2. 意欲由上述通道行交媾。
3. 行交媾。
4. 有婬樂。

四條要素都成立才會違犯此戒，只要有一條要素不成立就不會違犯此戒。

### 不妄語戒
1. 謊言。
2. 意欲說謊。
3. 說謊。
4. 其他人領解（理解所說的謊言）。

包括 ●粗话脏话，●有讽刺话 很多内容再好好核查看，
四條要素都成立才會違犯此戒，只要有一條要素不成立就不會違犯此戒。

### 不飲酒戒
1. 酒或麻醉品。
2. 意欲飲用（諸酒或麻醉品）。
3. 受用。
4. 酒或麻醉品經喉而入。

四條要素都成立才會違犯此戒，只要有一條要素不成立就不會違犯此戒，例如依醫師指示服藥酒，不犯此戒。

### 過午不食戒
1. 正午過後至第二天破曉的時間。
2. 食物或作食物想的東西。
3. 食用。
4. 咽下食物。

四條要素都成立才會違犯此戒，只要有一條要素不成立就不會違犯此戒。

### 不歌舞觀聽，不著紋飾，不香熏塗身戒

#### 歌舞戲樂及觀聽
1. 歌舞等娛樂。
2. 前往觀聽。
3. 觀聽。

三條要素都成立才會違犯此戒，只要有一條要素不成立就不會違犯此戒。

#### 裝飾(身體)
1. 裝飾身體的香花等物。
2. 除患病醫用，佛陀不允許使用的裝飾用品。
3. 使用飾物以美容(美體)。

三條要素都成立才會違犯此戒，只要有一條要素不成立就不會違犯此戒。

### 不坐臥高廣大床或座椅戒
1. 有高廣大床或座椅。
2. 知為高廣大床或座椅。
3. 坐臥高廣大床或座椅。

三條要素都成立才會違犯此戒，只要有一條要素不成立就不會違犯此戒。

## 參閲
- 五戒
- 十戒
- 居士戒
- 猪八戒

## 外部連結
- 漢藏「淨戒陀羅尼」小集 （页面存档备份，存于）